# Massimo Navone
Massimo Navone (Savona, 15 gennaio 1958) è un regista teatrale e autore televisivo italiano, dal 2003 al 2007 e dal 2010 al dicembre 2015 direttore della Scuola d'arte drammatica "Paolo Grassi", con sede a Milano.

## Biografia
Originario di Savona, si trasferisce a Milano nel 1972.
Nel 1981 si diploma regista presso il Piccolo Teatro di Milano, nonché consegue la laurea in Drammaturgia presso il DAMS dell'Università di Bologna.
Dal 1982 inizia la sua carriera di regista teatrale, specializzandosi nella formazione dell'attore seguendo seminari specifici in Italia e all'estero.
Dal 1983 è insegnante di recitazione e regia alla Scuola d'arte drammatica Paolo Grassi di Milano.
Il 21 aprile 2011 viene nominato direttore artistico dell'accademia dalla stessa Fondazione restando in carica fino al dicembre 2015. Svolge saltuariamente anche l'attività di autore televisivo e radiofonico, ad esempio per la RTSI ha curato la drammaturgia di due cicli di radiodrammi scritti in collaborazione con l'autrice Mariella Zanetti e ha diretto tre programmi dedicati alla musica e al teatro: "La danza del Principe", "Il Pastor Fido" e "Il gruppo dei sei" (tra il 1987 e il 1989).
Nel 2018 è alla regia dello spettacolo teatrale 74 giorni sospesi che ripercorre il naufragio di Ambrogio Fogar e Mauro Mancini.

## Teatrografia parziale
- Ubu re (1983)
- La morte di Tiziano per la Biennale di Venezia (1984)
- Extremities (1992)
- Ce n’est qu’un debut per il Festival dei Due Mondi di Spoleto (1992)
- Caro Professore (1998)
- Microdrammi (2001)
- Buone notizie, di Edoardo Erba, Todi Festival (2002)
- 74 giorni sospesi (2018)

## Autore televisivo
- Millennium per la RAI (2000)
- Tutti gli Zeri del mondo per la RAI (2001)
- Uno di noi per la RAI (2002/2003)